# Garibald II.
Garibald II. (lat. Garibaldus) war vom Jahr 610 an Herzog der Bajuwaren in Baiern. Möglicherweise regierte er fast bis zur Mitte des 7. Jahrhunderts.

## Leben
Herzog Garibald II. stammt aus der Dynastie der Agilolfinger. Aufgrund der überaus dürftigen Quellenlage ist nicht wesentlich mehr über seine Regierungszeit bekannt. Unklar ist auch, wie lange Garibald II. herrschte. 
Garibald war ein Sohn des Herzogs Tassilo I., dem er im Amt folgte. Wie dieser war auch Garibald in Kämpfe mit seinen slawischen Nachbarn verwickelt. Dabei wurde er bei Aguntum in Osttirol von den Slawen geschlagen und das Gebiet der Bajuwaren geplündert. Anschließend gelang es Baiern jedoch offenbar, die Slawen wieder teilweise zurückzudrängen. Die Bajuwaren [...] sammelten sich wieder, nahmen den Feinden die Beute ab und vertrieben sie aus dem Lande.